# Спиридонов, Павел Маркович
Павел Маркович Спиридонов (1902—1955) — советский электрохимик.

## Биография
Родился в 1902 году в Смоленской губернии.
Окончил МХТИ имени Д. И. Менделеева (1923, 1924 или 1925 год).
Работал в лаборатории академика А. Н. Фрумкина в ФХИ имени Л. Я. Карпова.
В 1939—1941 годах разработал водородно-кислородные элементы с пористыми электродами диффузионного типа, которые давали плотность тока 30 мА/см2, что для того времени считалось большим достижением.
Похоронен в Москве на Донском кладбище.
Сын — учёный-физико-химик Спиридонов, Виктор Павлович (1931—2001), лауреат Государственной премии СССР (1973).

## Награды и премии
- Сталинская премия III степени (14 марта 1941) — за изобретение нового типа элемента воздушной деполяризации